# Labiodental konsonant
Labiodentala konsonanter (ytterst av latin labium, ’läpp’ och dens, ’tand’) är en grupp av konsonanta språkljud som uttalas antingen genom att underläppen förs samman med överkäkens tänder, eller motsvarande för överläpp och underkäkens tänder.
I svenskan finns tre labiodentala konsonanter:
- en assimilationsalstrad nasal: [ɱ] (variant av /m/- och /n/-fonemen före andra labiodentala konsonanter), samt
- två frikativor kopplade till varsitt eget fonem: tonande [v] och tonlös [f].